# DC++
DC++는 다이렉트 커넥트 네트워크나 ADC 프로토콜로 연결하기 위해 사용하는 자유-오픈 소스 P2P 파일 공유 클라이언트이다. 주 개발자는 Jacek Sieka(별명: arnetheduck)이다.

## 역사
DC++는 오리지널 클라이언트 NMDC(NeoModus Direct Connect)의 대안인 자유-오픈 소스 대안이다. 동일한 파일 공유망에 연결하며 동일한 파일 공유 프로토콜을 지원한다. 앞서 언급된 DC++의 대중성에 기여하는 이유들 중 하나로는 NMDC와 달리 어떠한 종류의 애드웨어도 포함되지 않는다는 것이다.